# Рудыковский, Андрей Петрович
Андрей Петрович Рудыковский (укр. Андрій Петрович Рудиковський; 1796—1874) — офицер Русской императорской армии и писатель

-мемуарист; младший брат военврача, поэта и сказочника Евстафия Рудыковского.

## Биография
Андрей Рудыковский родился 2 (13) октября 1796 году в селе Ольшанке, Васильковского уезда Киевской губернии в семье священника, рано потерял отца; воспитывался, на казенном содержании, в Киевской академии, откуда вышел ещё из низшего отделения в 1811 году, вследствие пожара, случившегося в Киеве, на Подоле, от которого сгорел Братский монастырь с церковью, академические классы и бурса. 
Прожив два года в деревне в нищете, потеряв мать и оставшись сиротой, отправился к своему родственнику в Житомир, где занимался столярным ремеслом, потом жил у дяди в деревне, а в 1815 году был выписан братом Евстафием, — врачом в Киеве, — и определен, со званием недоросля из дворян, подпрапорщиком в Томский пехотный полк, стоявший в Черниговской губернии.
Уже через два года произведен был в офицеры, а спустя год был переведен, служа в Бутырском пехотном полку, в 1820 году, в военные поселения в Новгородскую губернию, где пробыл до ноября 1821 года.
Затем до 1830 года служил в Харьковской губернии, командуя ротою Бутырского полка и дослужившись до чина капитана; в 1830 году, во время Польского восстания, Рудыковский с маршевым батальоном был отправлен в Польшу, переведен в Волынский полк.
В 1833 году, в ходе Первой турецко-египетской войны, А. П. Рудыковский участвовал в походе в Молдавию и Валахию, в 1839 году переведен был в Измаильскую крепость плац-адъютантом, а в 1848 году уволен был по собственному прошению от службы, «с награждением чином майора, мундиром и пенсионом полного жалованья по 315 рублей в год». Поселившись затем в Киеве, Рудыковский жил здесь до самой смерти.
Андрей Петрович Рудыковский умер 3 (15) августа 1874 года и был погребён на Киевском кладбище «Щековиха».
Отрывок из воспоминаний Рудыковского: «Устройство военных поселений. (Из записок отставного майора А. П. Рудыковского)» был напечатан, ещё при жизни автора, в «Русской старине» (том VIII, 1873, книга 10, стр. 594—596); его «Воспоминания от юности бурсацкой жизни до вступления в военную службу и до офицерского чина», — искренний и неприкрашенный рассказ о внутреннем быте дореформенной бурсы, о быте сельского духовенства в юго-западном крае в начале XIX века, о службе в войсках в провинции, — изданы были его внуком — В. П. Щербиною в «Киевской старине» в мае 1892 года и отдельным оттиском в брошюре: «Из семейного архива. І. Записки А. П. Рудыковского. II. Стихотворения Е. П. Рудыковского» (Киев. 1892, стр. 1—18).